# John Houseman
John Houseman, nato Jacques Haussmann (Bucarest, 22 settembre 1902 – Malibù, 31 ottobre 1988), è stato un attore, produttore cinematografico e sceneggiatore britannico naturalizzato statunitense.

## Biografia
Nacque a Bucarest, in Romania, il 22 settembre 1902, figlio di Georges Haussmann, un commerciante alsaziano di origine ebraica, e di May Davies, una benestante donna britannica di religione cristiana e di origini gallesi ed irlandesi. Crebbe in Inghilterra, frequentando il prestigioso ed elitario Clifton College di Bristol. Nel 1925 si stabilì negli Stati Uniti, paese del quale ottenne la cittadinanza nel 1943.
Nel 1937 fondò assieme all'amico Orson Welles il Mercury Theatre, imponendosi all'attenzione del pubblico e della critica per una rivisitazione in chiave contemporanea del Giulio Cesare di William Shakespeare. Sceneggiatore e produttore di successo, apparve in poche pellicole, conquistando il premio Oscar al miglior attore non protagonista nel 1974 per la sua interpretazione in Esami per la vita, diretto da James Bridges. L'ultima sua apparizione fu nel film Una pallottola spuntata (1988), dove interpretò il ruolo non accreditato di un istruttore di scuola guida. 
È morto nel 1988, a 86 anni, per un cancro della colonna vertebrale.

## Filmografia parziale

### Attore

#### Cinema
- Too Much Johnson, regia di Orson Welles (1938)
- Sette giorni a maggio (Seven Days in May), regia di John Frankenheimer (1964)
- Esami per la vita (The Paper Chase), regia di James Bridges (1973)
- I tre giorni del Condor (Three Days of the Condor), regia di Sydney Pollack (1975)
- Rollerball, regia di Norman Jewison (1975)
- A proposito di omicidi... (The Cheap Detective), regia di Robert Moore (1978)
- Old Boyfriends - Il compagno di scuola (Old Boyfriends), regia di Joan Tewkesbury (1978)
- Fog (The Fog), regia di John Carpenter (1980)
- Io, modestamente, Mosè (Wholly Moses!), regia di Gary Weis (1980)
- La mia guardia del corpo (My Bodyguard), regia di Tony Bill (1980)
- Storie di fantasmi (Ghost Story), regia di John Irving (1981)
- Squilli di morte (Murder by Phone), regia di Michael Anderson (1982)
- Le mille luci di New York (Bright Lights, Big City), regia di James Bridges (1988)
- Un'altra donna (Another Woman), regia di Woody Allen (1988)
- Una pallottola spuntata (The Naked Gun: From the Files of Police Squad!), regia di David Zucker (1988)

#### Televisione
- Capitani e Re (Captains and the Kings) - miniserie TV, 2 episodi (1976)
- Il transatlantico della paura (The French Atlantic Affair) - miniserie TV, 3 episodi (1979)
- Venti di guerra (The Winds of War) - miniserie TV, 7 episodi (1983)
- Il mio amico Ricky (Silver Spoons) - serie TV, 14 episodi (1982-1987)
- Il re di Hong Kong (Noble House) - serie TV, 4 episodi (1988)

### Sceneggiatore
- Quarto potere (Citizen Kane), regia di Orson Welles (1941)
- La porta proibita (Jane Eyre), regia di Robert Stevenson (1944)

### Produttore
- Il fantasma (The Unseen), regia di Lewis Allen (1945)
- N.N. vigilata speciale (The Company She Keeps), regia di John Cromwell (1951)

## Riconoscimenti
- Premio Oscar
  - 1974 – Miglior attore non protagonista per Esami per la vita

## Doppiatori italiani
Nelle versioni in italiano delle opere in cui ha recitato, John Houseman è stato doppiato da:
- Giorgio Piazza in I tre giorni del Condor, Rollerball, Le mille luci di New York
- Sergio Fiorentini in Esami per la vita
- Bruno Persa in Candidato all'obitorio
- Franco Odoardi in Fog
- Giorgio Lopez in S.O.S. fantasmi
- Carlo Hintermann in Squilli di morte
- Gil Baroni in Venti di guerra
- Omero Antonutti in Un'altra donna
- Gianni Vagliani in Una pallottola spuntata